# Geo (magazine)
Pour les articles homonymes, voir GEO.
 (mai 2016).
Si vous disposez d'ouvrages ou d'articles de référence ou si vous connaissez des sites web de qualité traitant du thème abordé ici, merci de compléter l'article en donnant les références utiles à sa vérifiabilité et en les liant à la section « Notes et références ».
Geo ou Géo est un magazine mensuel en version papier et quotidien en version numérique de voyage, géopolitique et de connaissance du monde dont l'édition française est produite et publiée par Prisma Media. Il accorde une large place aux reportages de terrain et au photoreportage.
En France, son titre se prononce comme le préfixe et l'apocope géo. Il n'est pas un sigle, bien qu’il soit stylisé GEO sur la couverture de chaque numéro. Les premiers numéros français (1 à 43) présentaient toutefois un accent stylisé comme un macron : GĒO.

## Histoire
Le magazine Geo est paru pour la première fois en France le 1er mars 1979. Il s'agissait à l’époque de l'adaptation du magazine allemand du même nom, lancé en octobre 1976. L'entreprise éditrice, Gruner + Jahr, avait créé à cette occasion une filiale qui a été confiée à Axel Ganz. Robert Fiess a été nommé rédacteur en chef.
C'est en mai 1982 que le magazine, en premier lieu adaptation de l'édition originale allemande, propose à ses lecteurs une formule plus proche du goût des lecteurs français : Introduction d'un sujet central à vocation de découverte, sujets plus courts, nombreuses indications pratiques et développement de grandes cartes. Le succès commercial immédiat entérinera ces changements. En mars 1994, le magazine est repris par un nouveau rédacteur en chef Jean-Luc Marty. Des rubriques d'actualité font leur apparition.
Depuis novembre 2022, Myrtille Delamarche assure la fonction de rédactrice en chef de GEO, succédant à Eric Meyer, qui pilotait la rédaction depuis 2010. Le titre est aujourd’hui un magazine de connaissance du monde, accordant une large part à la photographie. Il traite de thèmes variés, autour du voyage, des modes de vie, de l’environnement, de la géopolitique... Il s’est aussi diversifié pour proposer à ses lecteurs l'approfondissement d’autres territoires éditoriaux, avec Geo Histoire et GEO Hors-séries, après avoir exploré les sciences avec Geo Savoir, l’art avec Geo Art, tout en conservant un ancrage fort dans le voyage, avec Geo Voyage.
En 1995, le tirage dépassait les 560 000 exemplaires chaque mois. En 2022-23, le magazine affichait une diffusion totale payée de 108067 exemplaires selon l'ACPM. Son audience représentait 7,008 millions de lecteurs (Source : ACPM One next global S2 2023).
En 2021, puis en décembre 2023, le magazine change de formule.

## International
Outre l'Allemagne et la France, le magazine Geo est publié en Bulgarie, au Canada, en  Corée, Croatie, Espagne, Estonie, aux États-Unis, en Finlande, Grèce, Hongrie, Inde, Italie, au Japon, en Lituanie, Lettonie, Roumanie, Russie, Slovaquie, Slovénie, République tchèque et Turquie.

### Slogan
Le slogan de Geo fut longtemps : « Voir le monde autrement. » De mars 1979 à octobre 1982, il était : « À la découverte d'un nouveau monde : la Terre. » Puis il est devenu : « Un nouveau monde : la Terre ». La baseline actuelle, « Optimiste par nature », a remplacé « À la rencontre du monde » en décembre 2023.

## Geo Histoire
Geo Histoire est un magazine bimestriel de la famille Geo portant sur un grand événement ou personnage de l’histoire. Il est souvent accompagné d'un DVD qui, sous forme de documentaire, élargit le thème traité dans le magazine. Les récents thèmes traités sont : 
- Le Temps des explorateurs (novembre 2023)[7]
- La renaissance italienne (HS octobre 2023)[8]
- La Chine impériale (septembre 2023)[9]
- Eiffel, le génie d'un siècle (juillet 2023)[10]
- Guerre d'Espagne, des plaies jamais refermées (mai 2023)[11]
- Egypte, les derniers mystères (mars 2023)[12]
- Les maîtres du Kremlin (janvier 2023)
- Pompéi, la splendeur retrouvée (novembre 2022)
- La Corse de l'antiquité à nos jours (juillet 2022)

## Geo Voyage (publication arrêtée)
Geo Voyage est un autre magazine bimestriel de la marque Geo portant sur un lieu de voyage. Il consacre la quasi-totalité de son contenu (100 pages) à ce sujet. Les récents thèmes traités sont : 
- La Réunion (janvier-février 2014)
- Astérix, l'irréductible voyageur (novembre-décembre 2013)
- Berlin (septembre-octobre 2013)
- Irlande (juillet-août 2013)
- Californie (mai-juin 2013)
- Thaïlande (mars-avril 2013)
- Déserts (janvier-février 2013)
- Inde (novembre-décembre 2012)

## Geo Savoir (publication arrêtée)
Geo Savoir met le savoir-faire Geo (illustrations et photos inédites et exceptionnelles, textes faciles à lire) au service de thèmes scientifiques. Les récents sujets traités sont : 
- Sport et bien-être (septembre-octobre 2013)
- Alimentation : ce que la science nous révèle (septembre-octobre 2012)
- Le Big Bang (mars-avril 2012)

## Geo Art (publication arrêtée)
Geo Art propose au lecteur un panorama, en grand format, d'un mouvement artistique majeur ou d'un artiste d'importance. Les récents sujets traités sont : 
- Les impressionnistes (mai-juin 2012)
- La Renaissance italienne (novembre-décembre 2012)
- Picasso (avril-mai 2013)

## Geo Book
L'ouvrage propose des escapades originales et dépaysantes, en France et à travers le monde (110 pays recensés).

## Geo Ado
Geo Ado est un magazine mensuel ludo-éducatif créé en 2003, publié depuis 2008 par Milan Presse sous licence de Prisma Media à l'attention des collégiens et lycéens. Son rédacteur en chef est Frédéric Fontaine.

## Palmarès
Geo a obtenu les prix SPMI 2008 du magazine de l'année et du meilleur magazine de voyage et de découverte. En 2020, il remporte le prix SEPM du meilleur reportage pour "Bienvenue dans l'enfer made in China", publié dans le n° 480 (daté février 2019). En 2021, il est lauréat du prix SEPM-Relay de l'environnement avec son reportage sur "Le cartel des succulentes", publié en février 2020. En 2023, GEO Histoire est primé au SEPM au titre de meilleur hors-série, avec son numéro "Samouraïs, guerriers du Japon et icônes de la Pop culture", paru en décembre 2022.

## Télévision
En 1995, Géo s'associe à Canal+ pour la diffusion de cinq reportages, les Expéditions Géo. Ces documentaires concernent notamment l'île de Java, les chercheurs d'or en Guyane ou les Touaregs du Niger.
Depuis 1999, 360° Geo est une émission télévisée diffusée sur Arte, et qui, comme Geo, fait la part belle aux reportages.

## Ouvrages
- Geo, t. 32, Reporters sans frontières (RSF) / édition illustrée, coll. « 100 photos pour la liberté de la presse », 3 décembre 2009, 144 p. (ISBN 978-2915536843)[16].